# Tre età dell'uomo (Tiziano)

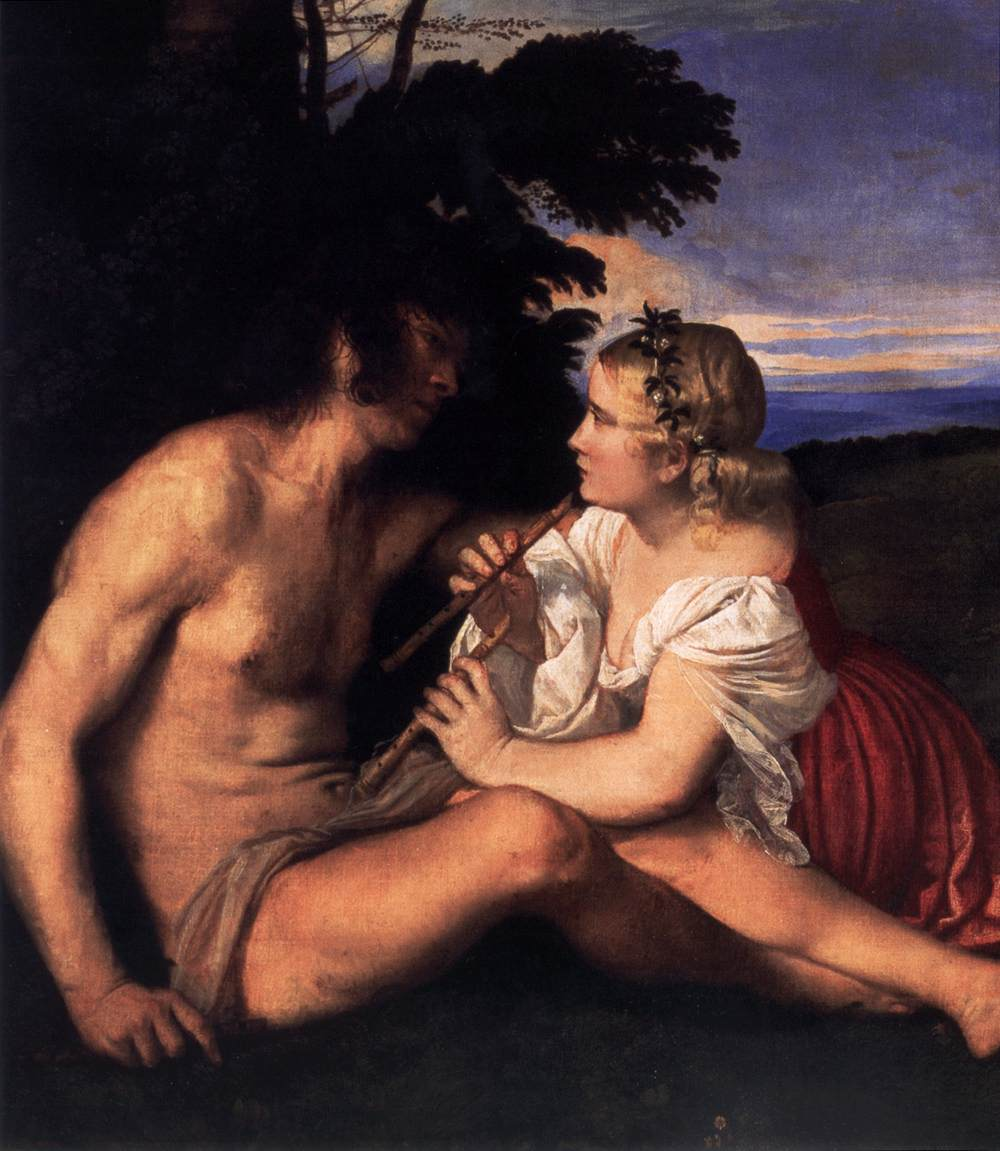
Dettaglio

Tre età dell'uomo è un dipinto a olio su tela (106x182 cm) di Tiziano, databile al 1512 circa e conservato nella National Gallery of Scotland di Edimburgo.

## Storia
L'opera viene tradizionalmente identificata con quella citata da Vasari come dipinta al ritorno da Ferrara per il suocero Giovanni di Castel Bolognese a Faenza, per cui datata verso il 1515. Contributi critici l'hanno poi riferita a un periodo leggermente anteriore, anche perché i tre putti dormienti a destra fecero evidentemente da modello nel Tondo degli innocenti del Romanino (Musei civici di Padova), che è databile al 1513.
Si trovava ad Augusta dove la acquistò Cristina di Svezia nella seconda metà del Seicento. Il principe Odescalchi la cedette a duca d'Orléans nel 1722, nelle cui collezioni fu fino al 1798. Passata al duca di Ellesmere, venne poi data in deposito, con tutta la collezione, al museo scozzese.
Se ne conoscono molte copie, tra cui una delle migliori nella Galleria Doria a Roma.

## Descrizione e stile
In un sereno paesaggio campestre si trovano tre gruppi di figure, a diversa distanza dallo spettatore. A sinistra un uomo seminudo e disteso, vicino a una fanciulla vestita e che sta per suonare un doppio flauto; al centro in lontananza un vecchio che medita sulla morte reggendo due teschi; a destra, a mezzo campo, tre putti, due dormienti e uno alato che fa per arrampicarsi su un tronco secco. Il paesaggio invece si perde in un susseguirsi di colline viste dall'alto, fino a un indefinito orizzonte azzurrino.
Evidenti sono i rimandi giorgioneschi, sia nell'ambientazione, sia nel tema di criptica evocazione simbolica, anche se tipica di Tiziano è la salda e veritiera rappresentazione dei personaggi, tutt'altro che aulica. Il tema del dipinto è generalmente indicato in una rappresentazione delle tre età dell'uomo, cioè infanzia, età adulta e vecchiaia, in particolare legate al tema dell'amore. A destra i fanciulli dormono ancora, ma il Cupido, innalzandosi a fatica sul tronco, indica il desiderio di crescere fino ad essere come i giovani amanti a sinistra. Durante la vecchiaia invece, età della solitudine, i pensieri sono rivolti all'imminente dipartita, con i due teschi che ricordano la caducità dell'amore sensuale, ma la chiesa sullo sfondo ricorda la promessa della vita eterna in cielo.